# 持丸博
持丸 博（もちまる ひろし、1943年（昭和18年） - 2013年（平成25年）9月24日）は、日本の政治活動家。民族主義者。三島由紀夫の結成した「楯の会」の初代学生長。結婚後に姓が変わり、松浦博となった。茨城県水戸市出身。

## 経歴

### 水戸学派
1943年（昭和18年）に茨城県水戸市に生れた持丸博は、藤田東湖の流れの水戸学を学び、水戸学派的思想を育んだ。
1963年（昭和38年）、茨城県立水戸第一高等学校を経て早稲田大学へ入学。各地で学園紛争が吹き荒れる中、全学連、全共闘に対抗するため、1966年（昭和41年）11月14日に設立された保守・民族派系の学生組織「日本学生同盟」（日学同）の結成に参加した。
持丸はその趣意書等を起草するなど、理論派として活動し、1967年（昭和42年）2月7日発刊の機関紙『日本学生新聞』の初代編集長を務めた。日学同結成の仲間には、早稲田大学院生の矢野潤、早大教育学部の宮崎正弘、斉藤英俊、森田必勝、早大政経学部の山本之聞、伊藤好雄などがいた。
同じ平泉澄学派の門下生で「青々塾」で知り合った明治学院大学卒の中辻和彦と万代潔が1967年（昭和42年）1月に創刊した民族派のオピニオン月刊誌『論争ジャーナル』の編集員も兼任し、自らも「高山義彦」という筆名で評論・批評を執筆していた持丸は、万代らを通じて三島由紀夫を訪問し、『日本学生新聞』創刊号に寄稿依頼した。

### 楯の会
日本が70年安保に向かって騒然とする中、持丸は三島と意気投合し、三島の片腕として民兵組織「祖国防衛隊」（のちの「楯の会」）設立を計画。三島と共に日学同や全国学生協議会の学生を引率して陸上自衛隊富士学校滝ヶ原駐屯地に体験入隊し、初代学生長として4期生まで約80人の学生を選抜して、その指導にあたった（詳細は楯の会#経過を参照）。
1969年（昭和44年）夏頃、『論争ジャーナル』の運営資金上の問題で中辻和彦と三島の間の齟齬が大きく表面化し、8月に中辻と万代ら論争ジャーナル組の1期生数名が楯の会を退会した。板ばさみとなった持丸も迷った末に楯の会を退会し、『論争ジャーナル』の編集活動も辞めた。
ちょうどその頃、持丸は、楯の会の事務を手伝っていた恋人の松浦芳子と婚約し、三島にも祝福されていた時期だった。三島は、「楯の会の仕事に専念してくれれば（結婚後の）生活を保証する」と提案して持丸を何度も引き止めたが、それを振り切って持丸は会を退会した。
持丸はすでに帝国警備保障での役員の就職を決めていた。まさか持丸が辞めると思わなかった三島は、我が子に裏切られた父親のように落胆し、「持丸がやめるっていうんだよ。楯の会が成り立たなくなる…」と途方に暮れて村松剛に電話をかけてきたという。
会員の選定など、ほとんど実務を持丸に任せ、全幅の信頼を寄せていた理論派の学生長を失った三島の困惑は深く、一時は楯の会の解散を口にするほどだった。三島は山本舜勝に、「男はやっぱり女によって変わるんですねえ」と悲しみと怒りの声でしんみり言ったという。
同年10月12日の例会で、持丸は結婚と就職を理由に、今後は外部から力添えをするという挨拶で正式退会した。第2代学生長は森田必勝となり、『論争ジャーナル』編集部内にあった楯の会事務所も森田の下宿先に移転した。そして、翌1970年（昭和45年）11月25日に市ヶ谷駐屯地で起きる三島と森田の自決事件に繋がっていく（詳細は三島事件を参照）。
三島は自決の一か月前頃、持丸と最後に会い、「お前がやめた後、会の性格が変わったよ。これから（来年から）は会のかたちを変えようと思う。お前も、会のことはよく知っているので、外部からひとつ応援してくれよ」と言ったという。

### 三島事件後
持丸は三島事件後、事件に関わった会員の事後処理などにあたる傍ら、早稲田大学大学院で政治哲学・政治思想史を学んだ。事件当時、妻のお腹の中にいた長男「タケアキ」の名前には、三島の本名の平岡公威の「威」の字、長女「ユカ」の名前には、三島由紀夫の「由」の字を付けた。
2003年（平成15年）には、日本の歴史・文化研究を目的にした「つくばアソシエイト」を設立。青年たちと交流しながら、現代に問いかける三島の「檄」、楯の会の真意・歴史を後世に伝えることを残された仕事と決め、執筆・後援活動、資料・記録づくりに従事した。
三島没後40年の2010年（平成22年）10月に『証言三島由紀夫・福田恆存 たった一度の対決』を刊行後、2013年（平成25年）9月24日、15か月もの入院生活の末に食道癌のため69歳で亡くなった

## 人物像
- 実務的な理論派で、楯の会の学生らを取りまとめていた落ち着いた存在で[22]、ニックネームは「じいさん」だった[23]。
- 外見は、目鼻立ちのはっきりしたハンサムボーイで、ヘビースモーカーだったという[22][2]。
- 楯の会の会員の中には三島に私事を依頼する者もいたため、新規の入会希望者の面接では注意点として、「先生に就職の世話を頼んだりしないで欲しい。この会は思想的、政治的団体であって、会員の個人的な利益に利用するものではないから」と訓戒し、「先生は日本航空関係をあちこち走り回って、偉いさん方に頭を下げられたんだ。先生にあんな真似をさせるなんて」と三島を思いやっていたという[22]。

## 著書
- 佐藤松男と共著『証言三島由紀夫・福田恆存 たった一度の対決』 文藝春秋、2010年10月

## 家族
妻・松浦芳子（元杉並区議会議員）
1948年（昭和23年）生 -
1966年（昭和41年）に早稲田大学生の持丸博と知り合い、『論争ジャーナル』の事務所でお茶くみや座談会の接待、編集の手伝いをし、楯の会の事務にも携わる。
東京家政学院短期大学卒業後、大学教授秘書の仕事に就き、持丸と結婚後、二男二女を儲ける。その後学習塾を経営し、2003年（平成15年）に杉並区議会議員選挙に立候補して当選。
CSTV『日本文化チャンネル桜』発起人、「頑張れ日本!全国行動委員会」初代事務局長となり、行動する保守としても活動。「草莽全国地方議員の会」、「日本会議東京都本部」理事、NPO「家族の絆を守る会」理事。
長男・松浦威明
1971年（昭和46年）5月25日生 -
日本維新の会東京都支部の政策委員を経て、現在自民党杉並区議。